# Hipótesis del Rey Rojo

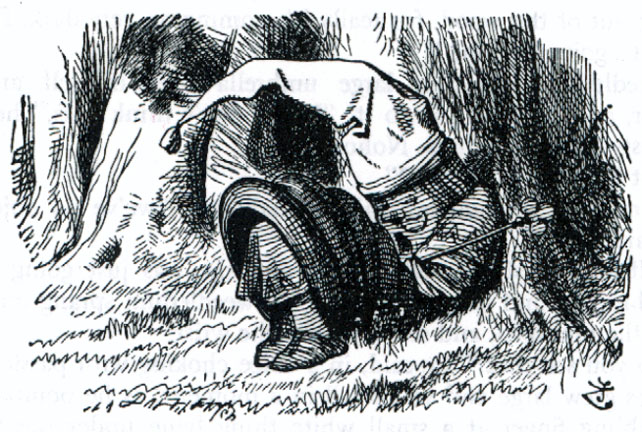
El Rey Rojo que ronca - Ilustración de John Tenniel del cuarto capítulo de Alicia a través del espejo. "Llevaba un gorro de dormir rojo alto, con una borla, y yacía arrugado en una especie de montón desordenado, y roncaba fuerte".

La hipótesis del Rey Rojo es una hipótesis evolutiva que propone que las interacciones mutualistas y simbióticas favorecen la adecuación o ajuste de un conjunto de individuos o poblaciones mediante evolución lenta. Contrario a tener interacciones de competencia o sufrir una "carrera armamentista" como propone la hipótesis de la Reina Roja.
Se ha descrito que individuos de diferentes comunidades pueden establecer interacciones positivas por periodos prolongados de tiempo cuando existen beneficios para ambas partes, también mediante la ayuda mutua los individuos de diferentes especies que coexisten en comunidades, pueden repartirse tareas o funciones ecológicas para construir un nicho (hipótesis de la reina negra), así las especies de la comunidad evitan gastar energía en competir e incrementar su resiliencia ante estrés ambiental.
El tipo de interacción entre las especies determina la rapidez con la que estas coevolucionan. Los parásitos y sus huéspedes coevolucionan más rápidamente, y los socios en una relación mutualista pueden evolucionar más lentamente.
Con teoría de juegos se ha demostrado que los efectos de Rey Rojo provocan una adaptación lenta de los jugadores ante el ambiente, pero estos obtienen una mayor proporción de beneficios a largo plazo a comparación de jugadores que tienen efectos de competencia y se adaptan rápidamente. Sin embargo estos efectos dependen del numero de jugadores y del tamaño de la recompensa.
Se ha descrito que los efectos de Reina Roja y Rey Rojo pueden intercambiar entre si a conveniencia de las especies o jugadores, sus efectos también varían durante el tiempo de vida de las poblaciones, por lo que los cambios también se ven reflejados en sus tasas de evolución.
Se ha tratado de identificar porqué existe una alternancia entre efectos de Reina Roja y Rey Rojo y algunos estudios postulan que se debe mayormente a a variables ambientales como el acceso de recursos y condiciones ambientales, como postula la hipótesis del gradiente de estrés o la  hipótesis de mutualismo-parasitismo-continuo. La sucesión ecológica en comunidades puede ser un ejemplo de alternancia entre hipótesis del Rey Rojo y la hipótesis de la Reina Roja. 
Un ejemplo de hipótesis del Rey Rojo son las comunidades de microbialitos y corales que son ensambles de diferentes especies con crecimiento lento, pero con capacidad de perdurar en comunidad por miles de años. Lo mismo sucede con organismos facilitadores como las plantas del desierto que funcionan como sombrilla para otras plantas o las micorrizas que facilitan el acceso de nutrientes a otras plantas.